# Dalophia luluae
Dalophia luluae là một loài bò sát trong họ Amphisbaenidae. Loài này được De Witte & Laurent mô tả khoa học đầu tiên năm 1942.